# Кофенол

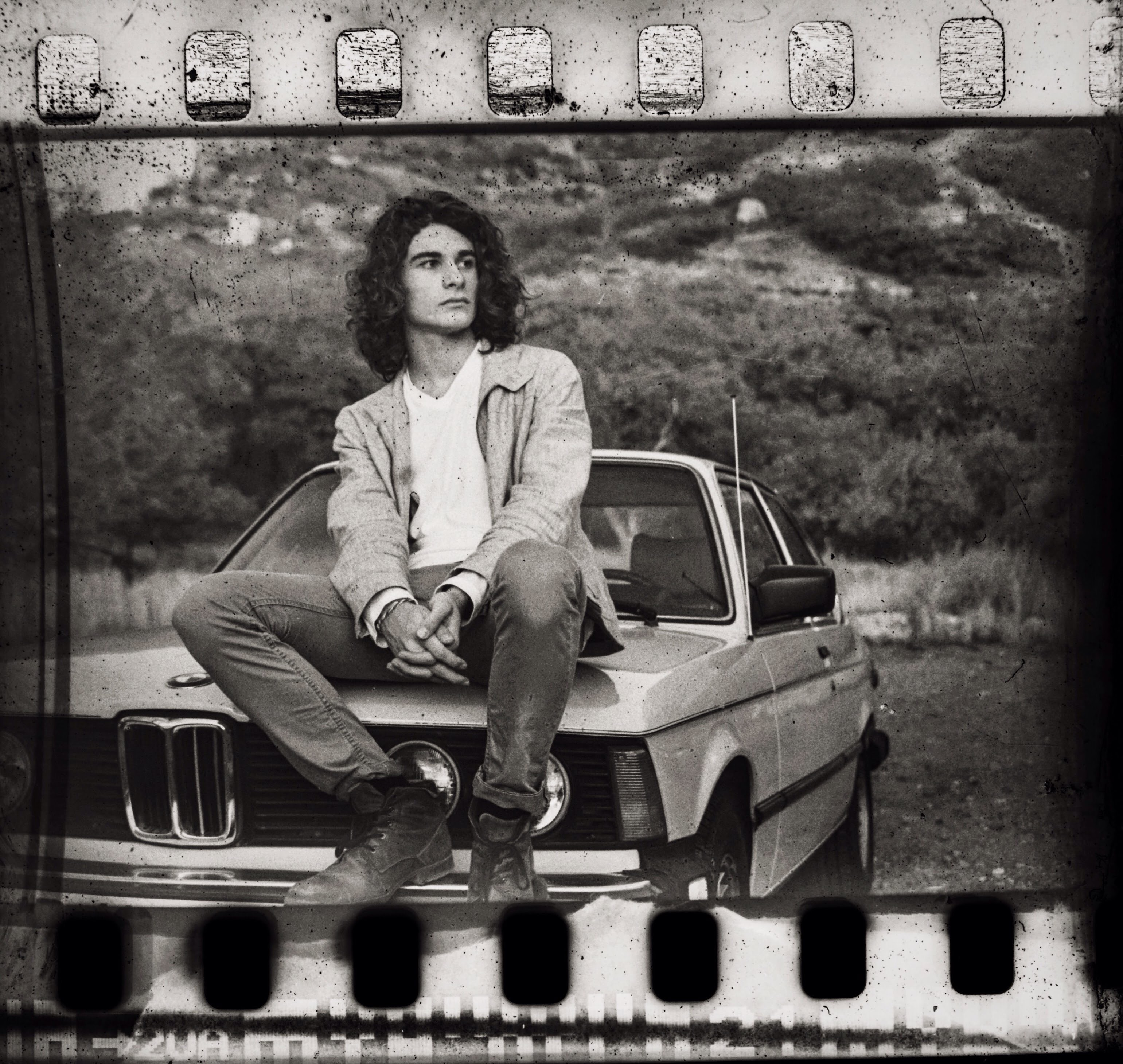
Отпечаток с негатива, проявленного кофенолом

Кофенол — альтернативный процесс обработки фотоматериалов, основанный на проявляющих свойствах соединений фенола, кальцинированной соды и витамина C. Технология предусматривает использование в качестве проявителя растворов кофе, чая, аскорбиновой кислоты и других доступных в быту соединений. Слово «кофенол» используется также в качестве названия проявителей, составленных по таким рецептам. Технология разработана в 1995 году группой фотохимических исследований Рочестерского технологического института под руководством Скотта Уильямса. Название «кофенол» появилось гораздо позднее, когда процесс получил распространение в художественной фотографии.
Известно множество различных рецептов кофенола, но большинство из них содержит кофейную кислоту (содержащуюся в кофе и чае), а также щёлочи, в качестве которых чаще всего используется кальцинированная сода. В качестве основного ингредиента подходит как натуральный, так и растворимый кофе, за исключением декофеинизированных сортов. В зависимости от рецепта кофенол пригоден в качестве негативного или позитивного проявителя, давая при фотопечати необычный цвет чёрно-белых снимков на фотобумаге. Время проявления варьируется от 10 до 30 минут, а на негативных фотоплёнках при этом может образовываться оранжевая вуаль, не влияющая на качество позитивного изображения. Вместо кальцинированной может использоваться пищевая сода, но в этом случае время проявления возрастает до нескольких часов.
Очень часто вместо традиционного фиксажа на основе гипосульфита совместно с кофенолом используются морская вода, огуречный рассол и даже моча. Подобный подход позволяет обходиться без дорогостоящих реактивов и создавать изображения с неповторимым характером. Кофенол особенно популярен среди фотографов, увлекающихся ломографией.